# Diversidad sexual en Zambia
Las personas LGBTI en Zambia se enfrentan a ciertos desafíos legales y sociales no experimentados por otros residentes. La homosexualidad es ilegal y según el Código Penal del país puede ser castigada con hasta catorce años de cárcel.

## Situación legal
El artículo 155 del Código Penal de Zambia estipula que aquellas personas que mantegan "relaciones sexuales contra natura" son culpables de un delito grave y pueden ser condenadas con penas de hasta catorce años de prisión. Asimismo, el artículo 156 prevé penas de hasta siete años de prisión para quienes cometan la tentativa del acto.
La ley también prevé castigos de hasta cinco años de cárcel para los varones que induzcan a otros varones a cometer el acto contra ellos o un tercero, "tanto en público como en privado".

## Homosexualidad y religión
El líder cristiano John Mambo ha declarado públicamente su oposición a una posible despenalización de la homosexualidad con el argumento de que en "una nación cristiana" no puede hablarse de derechos humanos de las personas LGTB porque eso es "pecado". Además, otros líderes religiosos del país se pronunciaron contra el gobierno sueco por los proyectos de una organización no gubernamental de ese país que ayudaba económicamente a la población gay zambiana.

## Posición gubernamental
Hasta noviembre de 2010, el gobierno del presidente Rupiah Banda había desestimado la posibilidad de legalizar los actos homosexuales en Zambia a pesar del pedido internacional expresado por organizaciones como Human Rights Watch.